# Annette Schavan
Annette Schavan, född den 10 juni 1955 i Jüchen, är en tysk politiker (CDU) som var Tysklands utbildnings- och forskningsminister från 2005 till 2013 då hon efterträddes av Johanna Wanka.